# Svenska Handelsbankens byggnad i Jönköping

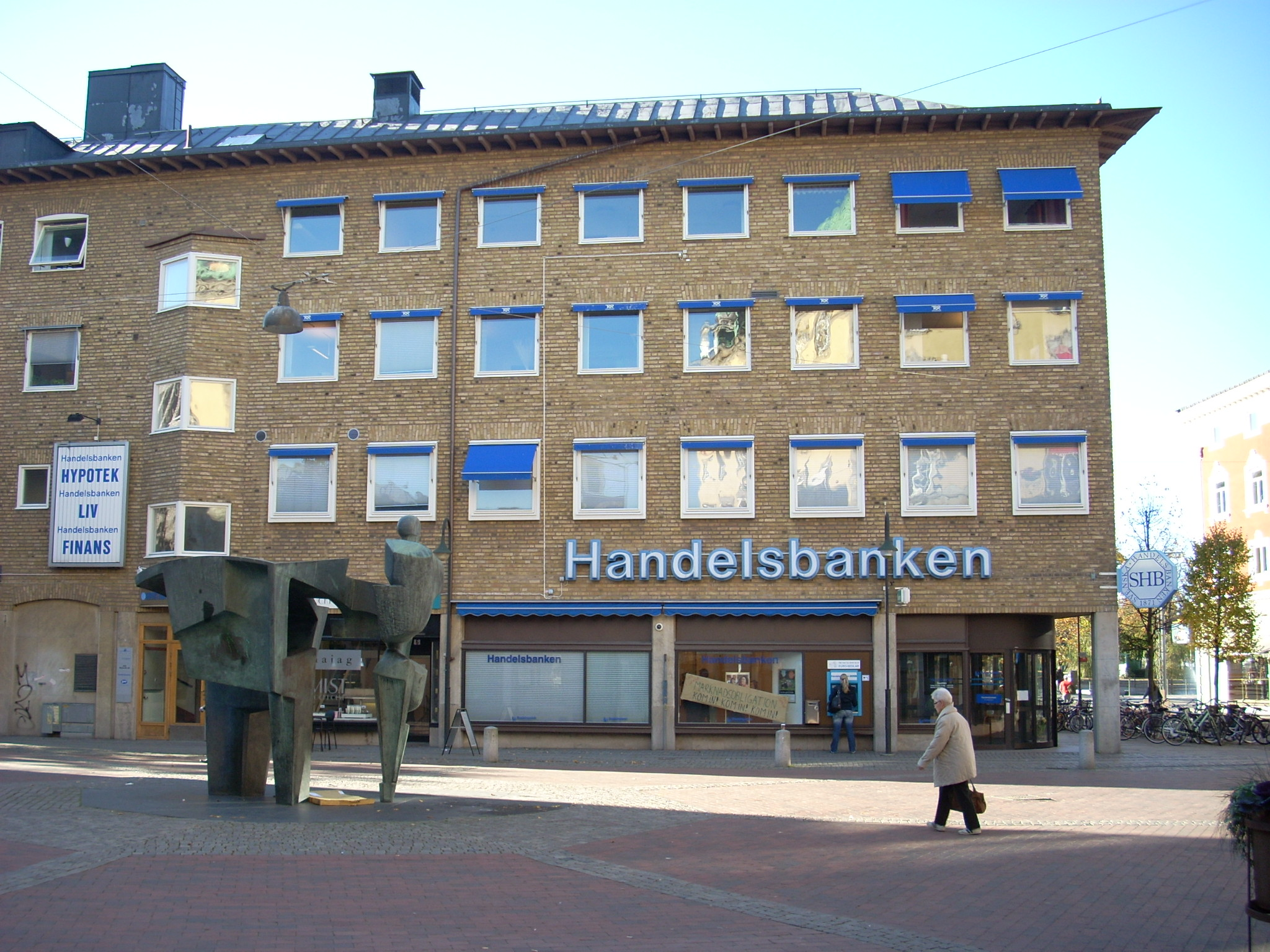
Fasad mot Hoppets torg

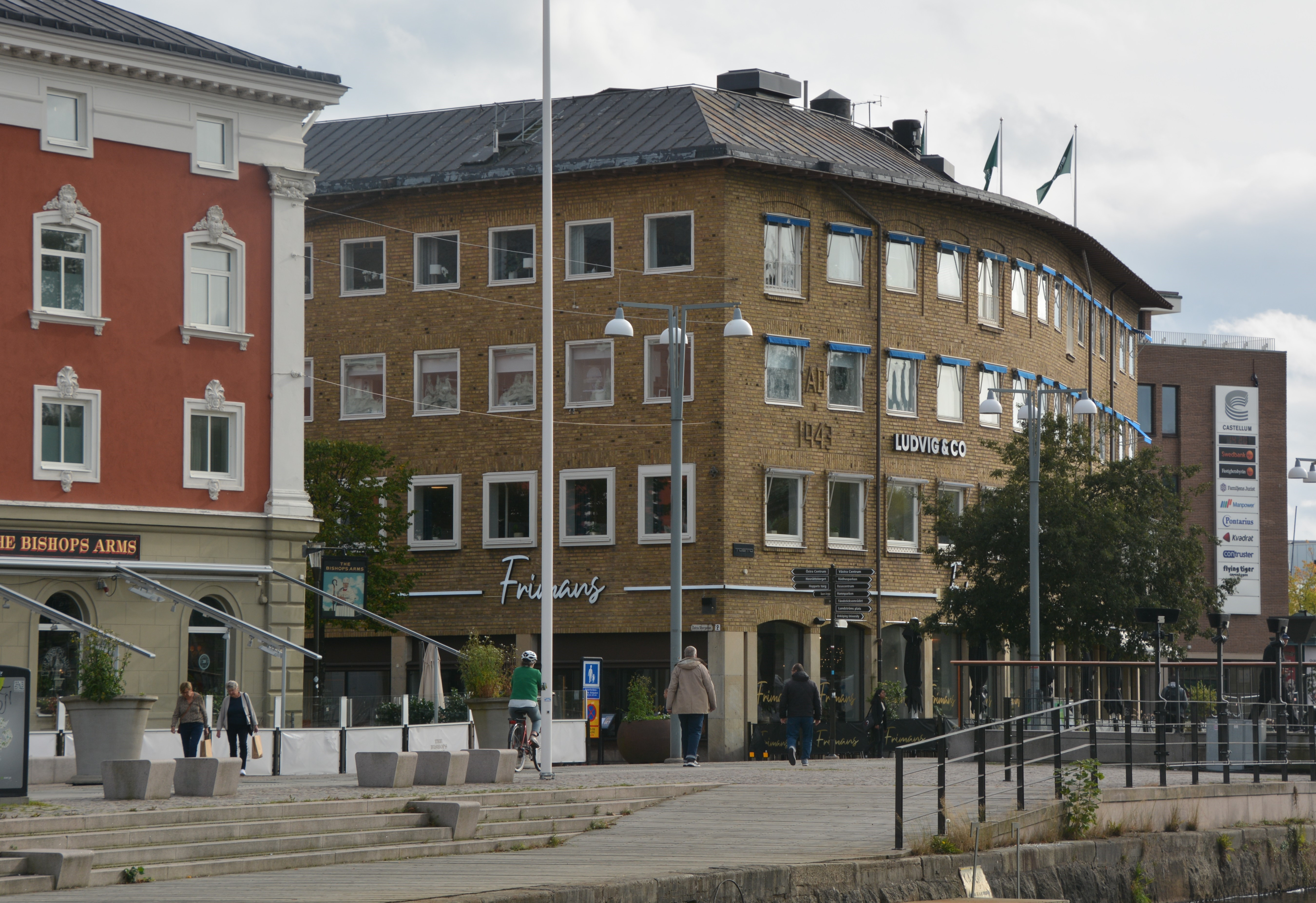
Fasad mot väster. Till vänster Stora hotellet och till höger Länssparbankens huvudkontor

Svenska Handelsbankens byggnad i Jönköping är en byggnad i Jönköping.
Svenska Handelsbankens hus uppfördes 1943-1944 och var den tredje av de bankbyggnader som uppfördes under första hälften av 1900-talet runt Hoppets torg, där Smedjegatan, Jönköping möter Östra Storgatan. Byggnaden vetter också mot Hamnkanalen mellan Munksjön och Vättern, Södra Strandgatan och Östra Storgatan. De två andra bankbyggnaderna är Sparbankshuset, som uppfördes för Jönköpings Stads och Läns Sparbank mot Munksjön 1898-1901 och det huvudkontor, ritat av Gustaf Wickman, som uppfördes för Smålands Enskilda Bank på en kilformad tomt mellan Östra Storgatan och Smedjegatan.
Byggnaden ritades av Kjell Westin. Den byggdes i gult tegel 1943 och ersatte samtliga byggnader i kvarteret Arken, vilka revs 1942, bland annat en stor två vånings träbyggnad mot Hamnkanalen, som inrymde Lilla Hotellet, och Kruckenbergska huset mot Södra Strandgatan, vilken tidigare inrymt Rerstaurang Munken.
Jönköpings kommuns stadsbyggnadskontor anser att byggnaden har ett stort arkitektoniskt värde. Den präglas av 1940-talets nyrealism, en blandning av 1930-talets funktionalism och svensk traditionell byggstil, med sadeltak, tegel, mönstermurning samt markerade sockelvåningar och takfötter.

## Bildgalleri

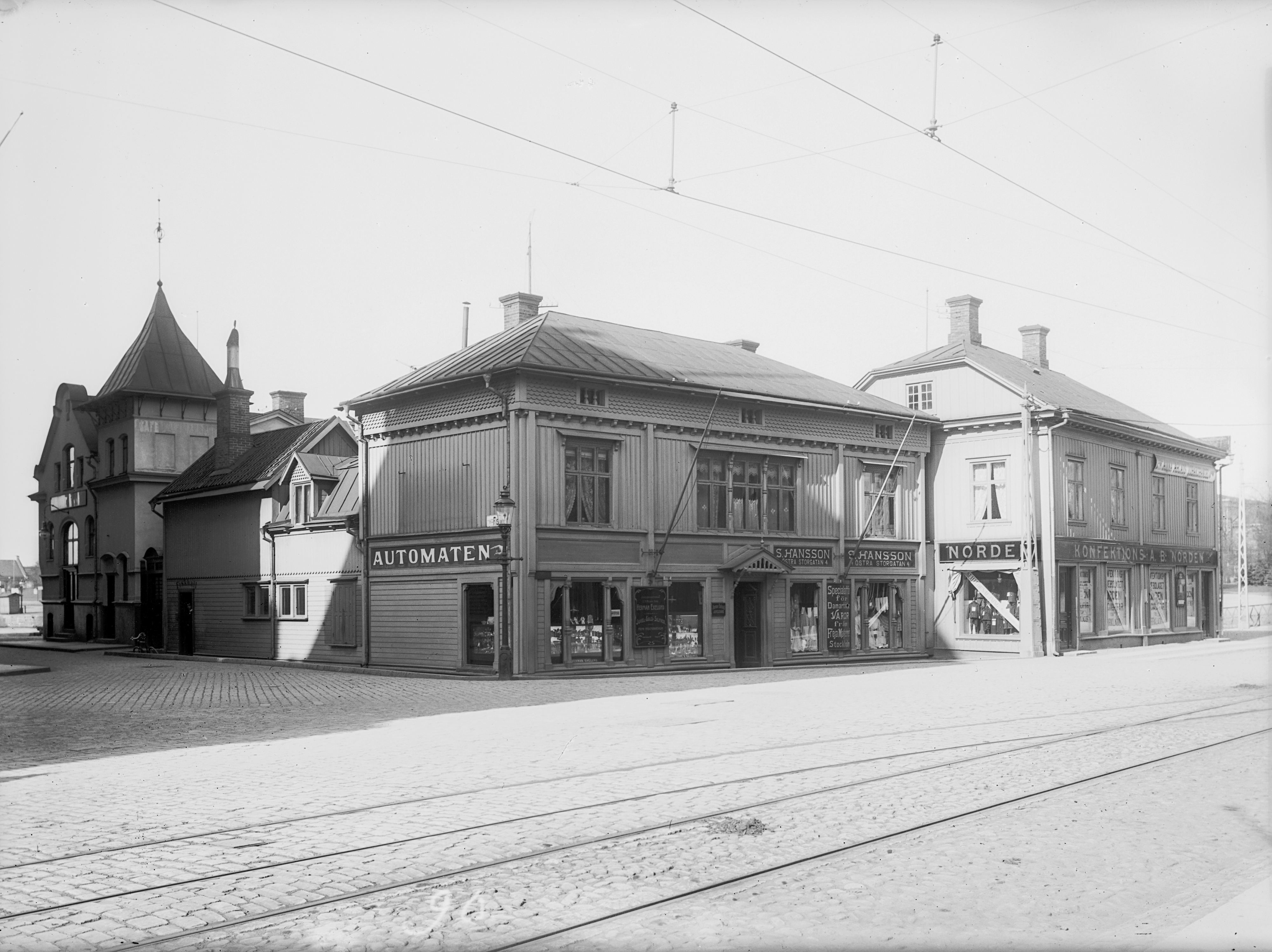
Östra Storgatan 2 och 4, 1908
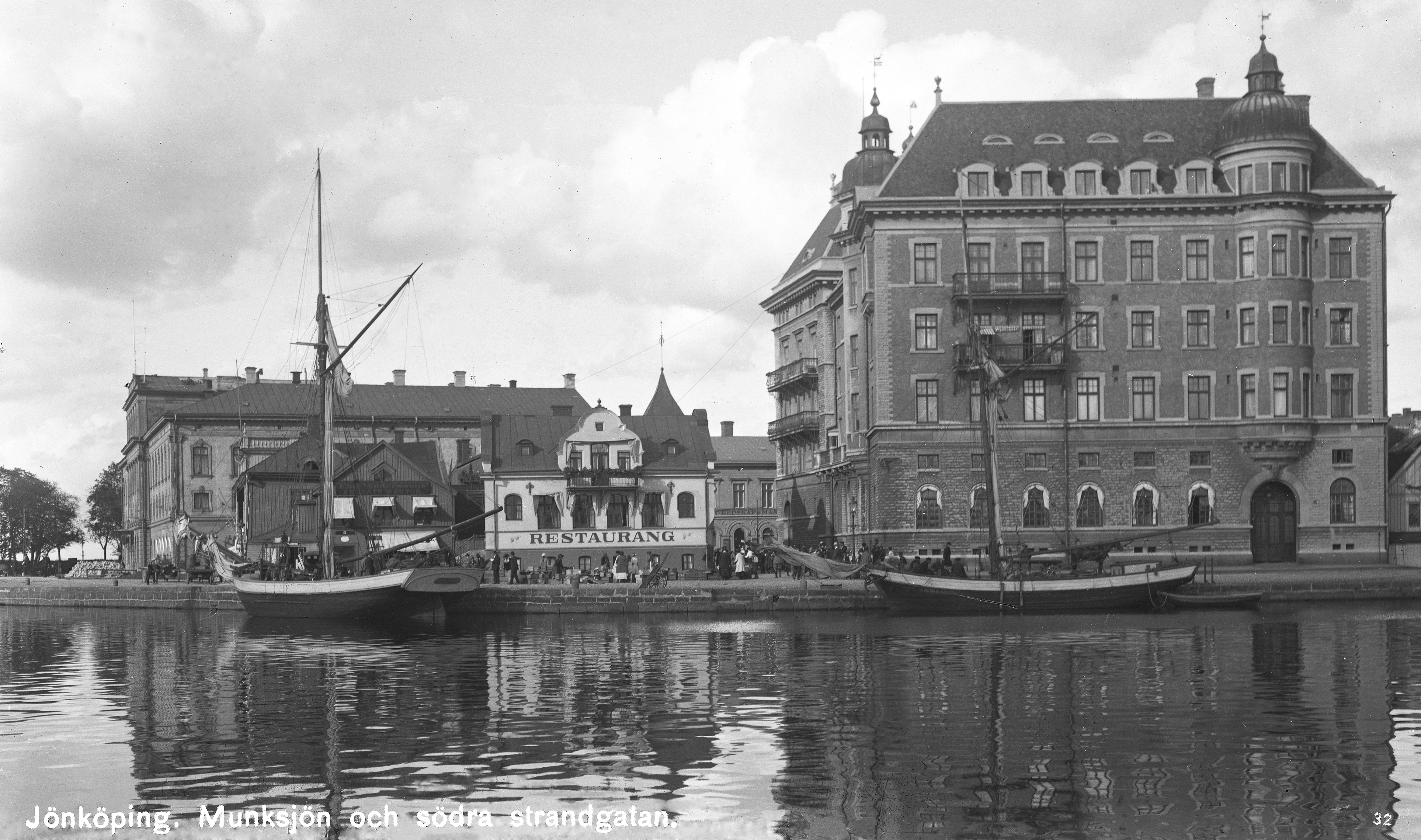
Kvarteret Arken och Sparbankshuset, tidigast 1918
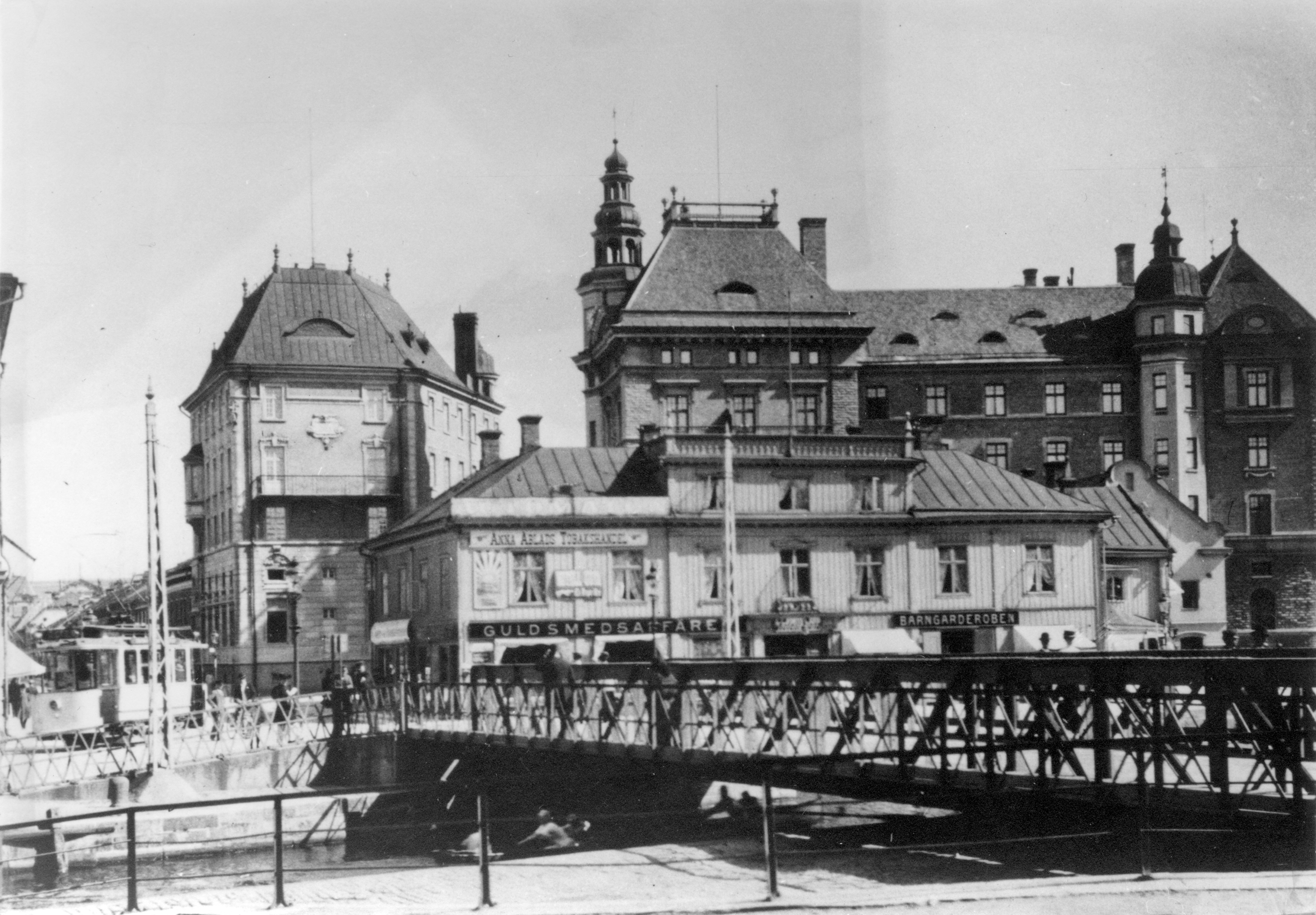
Östra Storgatan 2, tidigast 1907